# Beecham House
Beecham House é uma série de televisão de drama histórico britânica ambientada em 1795, co-criada, dirigida e produzida por Gurinder Chadha. A série de seis episódios foi anunciada em agosto de 2018 e foi transmitida pela primeira vez em 23 de junho de 2019 (um domingo). A série, ambientada em Deli antes do domínio britânico, retrata a vida da família Beecham em sua casa recém-comprada. A família é chefiada por John Beecham, um ex-soldado da Companhia das Índias Orientais que está "determinado a fazer da casa seu refúgio".
Apesar do cliffhanger no final da série, a ITV não a renovou para uma segunda temporada.

## Elenco
Todo o elenco listado apareceu em pelo menos 2 episódios.
| Personagem         | Ator/Atriz                 |
| Principais         | Principais                 |
| ------------------ | -------------------------- |
| John Beecham       | Tom Bateman                |
| Henrietta Beecham  | Lesley Nicol               |
| Begum Samru        | Lara Dutta                 |
| Daniel Beecham     | Leo Suter                  |
| Margaret Osborne   | Dakota Blue Richards       |
| Benoît Castillon   | Grégory Fitoussi           |
| Chandrika          | Pallavi Sharda             |
| Violet Woodhouse   | Bessie Carter              |
| Murad Beg          | Adil Ray                   |
| Baadal             | Viveik Kalra               |
| Mool Chand         | Kulvinder Ghir             |
| Bindu              | Goldy Notay                |
| Chanchal           | Shriya Pilgaonkar          |
| Ram Lal            | Amer Chadha-Patel          |
| Maya               | Trupti Khamkar             |
| Shah Alam II       | Roshan Seth                |
| Samuel Parker      | Marc Warren                |
| Recorrente         |                            |
| Maharaja of Kalyan | Denzil Smith               |
| Gopal              | Vicky Arora                |
| August Beecham     | Shona Oberoi Sienna Oberoi |
| Vijay Singh        | Arunoday Singh             |
| Roshanara          | Medha Shankar              |
| Akbar II           | Rudraksh Singh             |
| Empress            | Tisca Chopra               |
| Princess Maliya    | Kumiko Chadha Berges       |
| Prince Kareem      | Ronak Chadha Berges        |

## Produção
As filmagens começaram no Ealing Studios em agosto de 2018. Mais filmagens ocorreram em Rajasthan e Delhi ao longo de 2018.

## Transmissão internacional
A série começou a ser exibida nos Estados Unidos em 14 de junho de 2020, como parte da Masterpiec, na PBS. Na Austrália, a série começou a ser exibida no Network 10 a partir de 11 de julho de 2020. Também foi disponibilizada em seu serviço de streaming, 10 Play, antes de sua transmissão no 10.